# Kros
Kros ili kros-trčanje (engleski: cross country running) jedna je od trkačkih disciplina atletike. To je trčanje preko neravnog terena, koji nije posebno pripremljen za trčanje. Trči se po šumama, livadama, planinama, a ne po ulicama kao kod maratona ili atletskoj staze kao kod svih drugih trkaćih disciplina. Zbog toga je i što se tiče motorike i koordinacije teži i traži pored visoke kondicije i dobru sposobnost ravnoteže i reakcije.
Kros-trčanje je u razdoblju od 1912. do 1924. bilo dio olimpijskih disciplina, a danas je jedino prisutan kao jedna od disciplina petoboja. 
Kao i u drugim sportovima postoji svjetsko prvenstvo.

## Svjetsko prvenstvo u krosu
Pored svjetskog prvenstva postoje i kontinentalna i nacionalna prvenstva. Prvenstva se odvijaju tijekom jesenskih mjeseci, a posebice u studenom, izvan atletske sezone. 
Natjecanja se trče tako da se odabere kružna staza od oko dva kilometra, koja se onda trči više puta. Ovo su duljine trke po kategorijama:
```
Muški:   oko 12 km
Ženske:   oko 8 km
Juniori:  oko 8 km
Juniorke: oko 6 km
```

## U Hrvatskoj
Svjetsko prvenstvo 2024. trebalo se održati u Medulinu, ali je zbog pozadinskih muljaža Svjetska federacija Hrvatskoj oduzela domaćinstvo.
Značajne kros utrke u Hrvatskoj su Kastafski kros (u Kastafskoj šumi, od 1976.), Kros Novog lista dolinom Kupe (Brod na Kupi, od 2005.), Kros Sportskih novosti (Zagreb, od 1984.), Kros u šumi Musapstan (Zadar, od 2007.), Volim trčanje (Zagreb, od 2008.), Proljetni kros Međimurja (Čakovec, od 1990.), Jesenski kros Međimurja (Čakovec, od 2003.), Jesenski kros na Savi (Zagreb, od 1975.), Proljetni kros podno Mogile (Zagreb, od možda 1976.), Kros utrka Bedenec (Bedenec, od 2012.; kao neslužbena utrka Jesenski kros Bedenec održavala se od 2005.).